# Durata di permanenza di donne nello spazio
Elenco delle prime 50 donne astronauta/cosmonauta per durata totale di permanenza nello spazio aggiornato al 9 agosto 2025.
| #   | Nome                         | Nº voli | Durata totale         | Nazione                |
| --- | ---------------------------- | ------- | --------------------- | ---------------------- |
| 1.  | Peggy Whitson                | 5       | 695 g 6 ore 48 min    | Stati Uniti (bandiera) |
| 2.  | Sunita Williams              | 3       | 608 g 0 ore 19 min    | Stati Uniti (bandiera) |
| 3.  | Tracy Caldwell               | 3       | 372 g 18 ore e 35 min | Stati Uniti (bandiera) |
| 4.  | Samantha Cristoforetti       | 2       | 370 g 5 ore 45 min    | Italia (bandiera)      |
| 5.  | Anne McClain                 | 2       | 351 g 07 ore 55 min   | Stati Uniti (bandiera) |
| 6.  | Shannon Walker               | 2       | 330 g 13 ore 40 min   | Stati Uniti (bandiera) |
| 7.  | Christina Koch               | 1       | 328 g 12 ore 58 min   | Stati Uniti (bandiera) |
| 8.  | Kathleen Rubins              | 2       | 300 g 01 ore 31 min   | Stati Uniti (bandiera) |
| 9.  | Jeanette Epps                | 1       | 235 g 3 ore 35 min    | Stati Uniti (bandiera) |
| 10. | Shannon Lucid                | 5       | 223 g 02 ore 58 min   | Stati Uniti (bandiera) |
| 11. | Megan McArthur               | 2       | 212 g 14 ore 00 min   | Stati Uniti (bandiera) |
| 12. | Susan Helms                  | 5       | 210 g 23 ore 11 min   | Stati Uniti (bandiera) |
| 13. | Jessica Meir                 | 1       | 204 g 15 ore 19 min   | Stati Uniti (bandiera) |
| 14. | Loral O'Hara                 | 1       | 203 g 15 ore 32 min   | Stati Uniti (bandiera) |
| 15. | Jasmin Moghbeli              | 1       | 199 g 02 ore 19 min   | Stati Uniti (bandiera) |
| 16. | Wang Yaping                  | 2       | 197 g 00 ore 1 min    | Cina (bandiera)        |
| 17. | Serena Auñón                 | 1       | 196 g 17 ore 50 min   | Stati Uniti (bandiera) |
| 18. | Liu Yang                     | 2       | 195 g 00 ore 49 min   | Cina (bandiera)        |
| 19. | Catherine Coleman            | 3       | 180 g 03 ore 85 min   | Stati Uniti (bandiera) |
| 20. | Karen Nyberg                 | 2       | 180 g 00 ore 30 min   | Stati Uniti (bandiera) |
| 21. | Elena Kondakova              | 2       | 178 g 10 ore 43 min   | Russia (bandiera)      |
| 22. | Kayla Barron                 | 1       | 176 g 2 ore 39 min    | Stati Uniti (bandiera) |
| 23. | Jessica Watkins              | 1       | 170 g 13 ore 2 min    | Stati Uniti (bandiera) |
| 24. | Elena Serova                 | 1       | 167 g 05 ore 42 min   | Russia (bandiera)      |
| 25. | Anna Kikina                  | 1       | 157 g 10 ore 1 min    | Russia (bandiera)      |
| 26. | Nicole Mann                  | 1       | 157 g 10 ore 1 min    | Stati Uniti (bandiera) |
| 27. | Sandra Magnus                | 3       | 157 g 08 ore 43 min   | Stati Uniti (bandiera) |
| 28. | Nichole Ayers                | 1       | 147 g 16 ore 29 min   | Stati Uniti (bandiera) |
| 29. | Nicole Stott                 | 2       | 103 g 05 ore 48 min   | Stati Uniti (bandiera) |
| 30. | Tamara Jernigan              | 5       | 63 g 01 ore 31 min    | Stati Uniti (bandiera) |
| 31. | Marsha Ivins                 | 5       | 55 g 21 ore 53 min    | Stati Uniti (bandiera) |
| 32. | Wendy Lawrence               | 4       | 51 g 04 ore 01 min    | Stati Uniti (bandiera) |
| 33. | Bonnie Dunbar                | 5       | 50 g 08 ore 30 min    | Stati Uniti (bandiera) |
| 34. | Janice Voss                  | 5       | 49 g 03 ore 55 min    | Stati Uniti (bandiera) |
| 35. | Stephanie Wilson             | 3       | 42 g 23 ore 46 min    | Stati Uniti (bandiera) |
| 36. | Nancy Currie                 | 4       | 41 g 15 ore 37 min    | Stati Uniti (bandiera) |
| 37. | Ellen Ochoa                  | 4       | 40 g 19 ore 43 min    | Stati Uniti (bandiera) |
| 38. | Kathryn Thornton             | 4       | 40 g 15 ore 19 min    | Stati Uniti (bandiera) |
| 39. | Pamela Melroy                | 3       | 28 g 20 ore 03 min    | Stati Uniti (bandiera) |
| 40. | Linda Godwin                 | 4       | 38 g 06 ore 18 min    | Stati Uniti (bandiera) |
| 41. | Eileen Collins               | 4       | 36 g 08 ore 15 min    | Stati Uniti (bandiera) |
| 42. | Janet Kavandi                | 3       | 33 g 20 ore 12 min    | Stati Uniti (bandiera) |
| 43. | Kalpana Chawla               | 2       | 31 g 14 ore 56 min    | Stati Uniti (bandiera) |
| 44. | Margaret Seddon              | 3       | 30 g 02 ore 26 min    | Stati Uniti (bandiera) |
| 45. | Kathryn Hire                 | 2       | 29 g 15 ore 56 min    | Stati Uniti (bandiera) |
| 46. | Ellen Baker                  | 3       | 28 g 14 ore 35 min    | Stati Uniti (bandiera) |
| 47. | Nancy Davis                  | 3       | 28 g 02 ore 10 min    | Stati Uniti (bandiera) |
| 48. | Heidemarie Stefanyshyn-Piper | 2       | 27 g 15 ore 35 min    | Stati Uniti (bandiera) |
| 49. | Claudie Haigneré             | 2       | 25 g 14 ore 25 min    | Francia (bandiera)     |
| 50. | Julie Payette                | 2       | 25 g 11 ore 58 min    | Canada (bandiera)      |